# کوکوی کوچک
کوکوی کوچک (نام علمی: Cuculus poliocephalus) نام یک گونه از تیره کوکو است.